# Ceriospora
Ceriospora är ett släkte av svampar. Enligt Catalogue of Life ingår Ceriospora i familjen Annulatascaceae, klassen Sordariomycetes, divisionen sporsäcksvampar och riket svampar, men enligt Dyntaxa är tillhörigheten istället familjen Amphisphaeriaceae, ordningen kolkärnsvampar, klassen Sordariomycetes, divisionen sporsäcksvampar och riket svampar.
|            | Rhodoveronaea                                                                  |
|            |                                                                                |
|            | Ceratostomella                                                                 |
|            |                                                                                |
|            | Cyanoannulus                                                                   |
|            |                                                                                |
|            | Annulusmagnus                                                                  |
|            |                                                                                |
|            | Ascitendus                                                                     |
|            |                                                                                |
|            | Cataractispora                                                                 |
|            |                                                                                |
|            | Submersisphaeria                                                               |
|            |                                                                                |
|            | Aqualignicola                                                                  |
|            |                                                                                |
|            | Brunneosporella                                                                |
|            |                                                                                |
|            | Vertexicola                                                                    |
|            |                                                                                |
|            | Torrentispora                                                                  |
|            |                                                                                |
|            | Pseudoproboscispora                                                            |
|            |                                                                                |
|            | Aquaticola                                                                     |
|            |                                                                                |
|            | Diluviicola                                                                    |
|            |                                                                                |
|            | Aquasphaeria                                                                   |
|            |                                                                                |
|            | Ayria                                                                          |
|            |                                                                                |
|            | Crassoascus                                                                    |
|            |                                                                                |
|            | Fusoidispora                                                                   |
|            |                                                                                |
|            | Annulatascus                                                                   |
|            |                                                                                |
| Ceriospora | \| \| Ceriospora dubyi \| \| \| \| \| \| Ceriospora polygonacearum \| \| \| \| |
|            | \| \| Ceriospora dubyi \| \| \| \| \| \| Ceriospora polygonacearum \| \| \| \| |
|            | Rhamphoria                                                                     |
|            |                                                                                |
|            | Amphorula                                                                      |
|            |                                                                                |
|            | Ceriospora dubyi                                                               |
|            |                                                                                |
|            | Ceriospora polygonacearum                                                      |
|            |                                                                                |

|  | Ceriospora dubyi          |
|  |                           |
|  | Ceriospora polygonacearum |
|  |                           |